# Gercourt-et-Drillancourt
Gercourt-et-Drillancourt – miejscowość i gmina we Francji, w regionie Grand Est, w departamencie Moza.
Według danych na rok 1990 gminę zamieszkiwały 152 osoby, a gęstość zaludnienia wynosiła 11 osób/km² (wśród 2335 gmin Lotaryngii Gercourt-et-Drillancourt plasuje się na 893. miejscu pod względem liczby ludności, natomiast pod względem powierzchni na miejscu 386.).